# Melanotus brunnipes
Melanotus brunnipes är en skalbaggsart som först beskrevs av Ernst Friedrich Germar 1824.  Melanotus brunnipes ingår i släktet Melanotus, och familjen knäppare. Arten har ej påträffats i Sverige.